# (10778) Marcks
(10778) Marcks (1991 GN10) – planetoida z pasa głównego asteroid okrążająca Słońce w ciągu 3,43 lat w średniej odległości 2,27 j.a. Odkryta 9 kwietnia 1991 roku. Nazwana na cześć niemieckiego rzeźbiarza i grafika Gerharda Marcksa.